# Élections à la Junte générale de la principauté des Asturies de 2019
Les élections à la Junte générale de la principauté des Asturies de 2019 (en espagnol : elecciones a la Junta General del Principado de Asturias de 2019) se tiennent le 26 mai 2019, afin d'élire les 45 députés de la XIe législature de la Junte générale, pour un mandat de quatre ans.

## Contexte

### Enjeux
La Junte générale est la législature décentralisée et monocamérale de la communauté autonome des Asturies, dotée d'un pouvoir législatif en matière régionale tel que défini par la Constitution espagnole et le statut d'autonomie des Asturies, ainsi que de la capacité de voter la confiance en un président du gouvernement ou de la retirer. Conformément à l'article 69.5 de la Constitution, la Junte générale a la faculté de désigner des sénateurs représentant la communauté autonome au Sénat.

### Dissolution de la Junte générale
Le mandat de la Junte générale expire quatre ans après la date de son élection précédente, à moins qu'elle n'ait été dissoute plus tôt. Le président des Asturies doit déclencher des élections vingt-cinq jours avant la date d'expiration des pouvoirs de la Junte générale, le jour des élections ayant lieu le cinquante-quatrième jour suivant celui de la convocation et devant correspondre au quatrième dimanche du mois de mai.
Le président des Asturies a néanmoins la possibilité de dissoudre la Junte générale et de convoquer des élections à tout moment, à condition qu'aucune motion de censure ne soit en cours et que cette dissolution n'intervienne pas avant un an après la précédente, ni lorsqu'il ne reste qu'un an avant l'expiration naturelle de la législature ou qu'un processus électoral national est en cours. Si un processus d'investiture échoue à élire un président régional dans un délai de deux mois à compter de la constitution de la Junte générale, cette dernière est automatiquement dissoute et une nouvelle élection déclenchée. Dans ce cas, le mandat de la nouvelle Junte générale expire à la date d'expiration des pouvoirs de la première.

## Mode de scrutin
La Junte générale de la principauté des Asturies (Junta general del principado de Asturias) est une assemblée parlementaire monocamérale constituée de 45 députés (diputados) élus pour une législature de quatre ans au suffrage universel direct selon les règles du scrutin proportionnel d'Hondt par l'ensemble des personnes résidant dans la communauté autonome où résidant momentanément à l'extérieur de celle-ci, si elles en font la demande.

### Convocation du scrutin
Conformément à l'article 25 du statut d'autonomie des Asturies, la Junte générale est élue pour un mandat de quatre ans. L'article 15 de la loi électorale asturienne du 26 décembre 1986 précise que les élections sont convoquées par le président de la principauté des Asturies au moyen d'un décret publié le vingt-cinquième jour précédant la fin du mandat parlementaire en cours et qui fixe la date du scrutin entre cinquante-quatrième et le soixantième jour suivant sa publication,.

### Nombre de députés par circonscription
Puisque l'article 25 du statut d'autonomie prévoit que le nombre de députés sera situé « entre 35 et 45 », l'article 12 de la loi électorale dispose que le nombre de parlementaires est fixé à 45 et l'article 10 institue trois circonscriptions électorales : occidentale, centrale, et orientale.
L'article 12 attribue à chaque circonscription 2 sièges, les 39 mandats restant étant distribués en fonction de la population. Le décret de convocation des élections, publié le 2 avril 2019, dispose que la circonscription centrale se voit attribuer 34 députés, la circonscription occidentale 6 députés et la circonscription orientale 5 députés.
| Circonscriptions | Députés | Carte |
| ---------------- | ------- | ----- |
| Centrale         | 34      |       |
| Occidentale      | 6       |       |
| Orientale        | 5       |       |

### Présentation des candidatures
Peuvent présenter des candidatures, : 
- les partis ou fédérations politiques enregistrées auprès du registre des associations politiques du ministère de l'Intérieur ;
- les coalitions électorales de ces mêmes partis ou fédérations dûment constituées et inscrites auprès de la commission électorale au plus tard 15 jours après la convocation du scrutin ;
- et les électeurs de la circonscription, en nombre d'au moins 500 et représentant au plus 0,1 % des inscrits.

### Répartition des sièges
Seules les listes ayant recueilli au moins 3 % des suffrages valides dans une circonscription peuvent participer à la répartition des sièges à pourvoir dans cette même circonscription, qui s'organise en suivant différentes étapes : 
- les listes sont classées en une colonne par ordre décroissant du nombre de suffrages obtenus ;
- les suffrages de chaque liste sont divisés par 1, 2, 3... jusqu'au nombre de députés à élire afin de former un tableau ;
- les mandats sont attribués selon l'ordre décroissant des quotients ainsi obtenus[9].

Lorsque deux listes obtiennent un même quotient, le siège est attribué à celle qui a le plus grand nombre total de voix ; lorsque deux candidatures ont exactement le même nombre total de voix, l'égalité est résolue par tirage au sort et les suivantes de manière alternative.

## Campagne

### Principaux partis
| Force politique | Force politique                                                          | Force politique           | Idéologie                                                                   | Chef de file              | Résultats en 2015          |
| --------------- | ------------------------------------------------------------------------ | ------------------------- | --------------------------------------------------------------------------- | ------------------------- | -------------------------- |
|                 | Parti socialiste ouvrier espagnol (es) Partido Socialista Obrero Español | PSOE                      | Centre gauche Social-démocratie, progressisme, régionalisme                 | Adrián Barbón             | 27,0 % des voix 14 députés |
|                 | Parti populaire (es) Partido Popular                                     | PP                        | Centre droit à droite Libéral-conservatisme, démocratie chrétienne          | María Teresa Mallada (es) | 22,0 % des voix 11 députés |
|                 | Podemos (fr) Nous pouvons                                                | Podemos (fr) Nous pouvons | Gauche à extrême gauche Socialisme démocratique, populisme, anticapitalisme | Lorena Gil                | 19,4 % des voix 9 députés  |
|                 | Gauche unie-Gauche asturienne (es) Izquierda Unida-Izquierda Asturiana   | IU-IAS                    | Gauche radicale Écosocialisme, communisme, républicanisme                   | Ángela Vallina            | 12,2 % des voix 5 députés  |
|                 | Forum des Asturies (es) Foro Asturias                                    | FORO                      | Centre droit Conservatisme, démocratie chrétienne, régionalisme             | Carmen Moriyón (es)       | 8,3 % des voix 3 députés   |
|                 | Ciudadanos (fr) Citoyens                                                 | Cs                        | Centre droit à droite Libéralisme, réformisme, unionisme                    | Juan Vázquez              | 7,3 % des voix 3 députés   |

## Résultats

### Participation
| Taux de participation | En 2015 | En 2019 | Différence |
| --------------------- | ------- | ------- | ---------- |
| à 14 heures           | 33,66 % | 32,86 % | 0,8        |
| à 18 heures           | 49,25 % | 48,26 % | 0,99       |
| à 20 heures           | 55,79 % | 62,37 % | 6,58       |

### Voix et sièges

#### Total régional
|                |                                                         |         |       |      |        |               |  |  |  |  |  |  |  |  |
| Partis         | Partis                                                  | Voix    | %     | +/−  | Sièges | +/−           |  |  |  |  |  |  |  |  |
|                | Parti socialiste ouvrier espagnol (PSOE)                | 187 462 | 35,65 | 8,66 | 20     | 6             |  |  |  |  |  |  |  |  |
|                | Parti populaire (PP)                                    | 93 147  | 17,71 | 4,30 | 10     | 1             |  |  |  |  |  |  |  |  |
|                | Ciudadanos (Cs)                                         | 74 271  | 14,12 | 6,86 | 5      | 2             |  |  |  |  |  |  |  |  |
|                | Podemos                                                 | 58 674  | 11,16 | 8,27 | 4      | 5             |  |  |  |  |  |  |  |  |
|                | Gauche unie-Gauche asturienne (IU-IAS)                  | 35 174  | 6,69  | 5,48 | 2      | 3             |  |  |  |  |  |  |  |  |
|                | Forum des Asturies (FORO)                               | 34 687  | 6,60  | 1,74 | 2      | 1             |  |  |  |  |  |  |  |  |
|                | Vox                                                     | 34 210  | 6,51  | 5,90 | 2      | 2             |  |  |  |  |  |  |  |  |
|                | Parti animaliste contre la maltraitance animale (PACMA) | 3 426   | 0,65  | 0,10 | 0      | en stagnation |  |  |  |  |  |  |  |  |
|                | Equo                                                    | 2 128   | 0,40  | 0,03 | 0      | en stagnation |  |  |  |  |  |  |  |  |
|                | Andecha Astur                                           | 1 584   | 0,30  | 0,11 | 0      | en stagnation |  |  |  |  |  |  |  |  |
|                | Parti communiste des travailleurs espagnols (PCTE)      | 1 083   | 0,21  | Nv.  | 0      | en stagnation |  |  |  |  |  |  |  |  |
|                |                                                         |         |       |      |        |               |  |  |  |  |  |  |  |  |
| Votes exprimés | Votes exprimés                                          | 531 704 | 97,97 |      |        |               |  |  |  |  |  |  |  |  |
| Votes blancs   | Votes blancs                                            | 5 858   | 1,09  |      |        |               |  |  |  |  |  |  |  |  |
| Votes nuls     | Votes nuls                                              | 5 030   | 0,94  |      |        |               |  |  |  |  |  |  |  |  |
| Total          | Total                                                   | 536 734 | 100   | –    | 45     | en stagnation |  |  |  |  |  |  |  |  |
| Abstentions    | Abstentions                                             | 437 003 | 44,88 |      |        |               |  |  |  |  |  |  |  |  |
| Inscrits       | Inscrits                                                | 973 737 | 55,12 |      |        |               |  |  |  |  |  |  |  |  |

#### Par circonscription
| Circonscription | Circonscription | Occidentale | Occidentale | Occidentale | Occidentale   | Centrale | Centrale | Centrale | Centrale      | Orientale | Orientale | Orientale | Orientale     |
| --------------- | --------------- | ----------- | ----------- | ----------- | ------------- | -------- | -------- | -------- | ------------- | --------- | --------- | --------- | ------------- |
|                 |                 |             |             |             |               |          |          |          |               |           |           |           |               |
| Sièges          | Sièges          | 6           | 6           | 6           | en stagnation | 34       | 34       | 34       | en stagnation | 5         | 5         | 5         | en stagnation |
|                 |                 |             |             |             |               |          |          |          |               |           |           |           |               |
|                 |                 | Nombre      | Nombre      | %           | %             | Nombre   | Nombre   | %        | %             | Nombre    | Nombre    | %         | %             |
| Inscrits        | Inscrits        | 118 290     | 118 290     | 100,00      | 100,00        | 769 700  | 769 700  | 100,00   | 100,00        | 85 747    | 85 747    | 100,00    | 100,00        |
| Abstentions     | Abstentions     | 56 437      | 56 437      | 47,71       | 47,71         | 335 086  | 335 086  | 43,53    | 43,53         | 45 480    | 45 480    | 53,04     | 53,04         |
| Votants         | Votants         | 61 853      | 61 853      | 52,29       | 52,29         | 434 614  | 434 614  | 56,47    | 56,47         | 40 267    | 40 267    | 46,96     | 46,96         |
| Nuls            | Nuls            | 1 003       | 1 003       | 1,62        | 1,62          | 3 376    | 3 376    | 0,78     | 0,78          | 651       | 651       | 1,62      | 1,62          |
| Blancs          | Blancs          | 948         | 948         | 1,53        | 1,53          | 4 414    | 4 414    | 1,02     | 1,02          | 496       | 496       | 1,23      | 1,23          |
| Exprimés        | Exprimés        | 59 902      | 59 902      | 96,85       | 96,85         | 426 824  | 426 824  | 98,20    | 98,20         | 39 120    | 39 120    | 97,15     | 97,15         |
|                 |                 |             |             |             |               |          |          |          |               |           |           |           |               |
| Partis          | Partis          | Voix        | %           | Sièges      | +/−           | Voix     | %        | Sièges   | +/−           | Voix      | %         | Sièges    | +/−           |
|                 | PSOE            | 25 228      | 42,12       | 4           | 1             | 146 201  | 34,25    | 13       | 4             | 16 033    | 40,98     | 3         | 1             |
|                 | PP              | 15 052      | 25,13       | 2           | en stagnation | 69 314   | 16,24    | 6        | 1             | 8 781     | 22,45     | 2         | en stagnation |
|                 | Cs              | 5 761       | 9,62        | 0           | en stagnation | 64 338   | 15,07    | 5        | 2             | 4 172     | 10,66     | 0         | en stagnation |
|                 | Podemos         | 4 612       | 7,70        | 0           | 1             | 50 964   | 11,94    | 4        | 3             | 3 098     | 7,92      | 0         | 1             |
|                 | IU-IAS          | 3 012       | 5,03        | 0           | en stagnation | 30 851   | 7,23     | 2        | 3             | 1 311     | 3,35      | 0         | en stagnation |
|                 | FORO            | 3 150       | 5,26        | 0           | en stagnation | 28 024   | 6,57     | 2        | 1             | 3 513     | 8,98      | 0         | en stagnation |
|                 | Vox             | 2 668       | 4,45        | 0           | en stagnation | 29 503   | 6,91     | 2        | 2             | 2 039     | 5,21      | 0         | en stagnation |
|                 | Autres          | 419         | 0,70        |             |               | 7 629    | 1,78     |          |               | 173       | 0,45      |           |               |